# Józef Fernández
Św. José Fernández (właściwie José Fernández de Ventosa) (ur. 3 września 1775 w Ventosa de la Cueva, Ávila (prowincja) w Hiszpanii, zm. 24 lipca 1838 w Nam Định w Wietnamie) – dominikanin, misjonarz, męczennik, święty Kościoła katolickiego.
Józef Fernández pochodził z religijnej rodziny. Został wysłany na misje na Daleki Wschód. Najpierw przybył do Manili. Później udał się do Makau razem z trzema innymi dominikanami. Następnie na angielskim statku przybył do portu Turane. Stamtąd pieszo udał się do miejsca przeznaczenia – dominikańskiej misji w północnym Wietnamie. W czasie prześladowań musiał ukrywać się i często zmieniał miejsce pobytu. W jednej z kryjówek spotkał księdza Piotra Nguyễn Bá Tuần. Ze względu na zły stan zdrowia Józefa Fernández Piotr Nguyễn Bá Tuần postanowił pozostać razem z nim i od tej pory podróżowali razem. Zostali uwięzieni w czerwcu 1838 r. Wielokrotnie stawali sądem. Józef Fernández odmówił podeptania krzyża. Został ścięty 24 lipca 1838 r.
Dzień wspomnienia: 24 listopada w grupie 117 męczenników wietnamskich.
Beatyfikowany 27 maja 1900 r. przez Leona XIII, kanonizowany przez Jana Pawła II 19 czerwca 1988 r. w grupie 117 męczenników wietnamskich.